# Emerich Coreth
Emerich Coreth SJ (* 10. August 1919 in Raabs an der Thaya; † 1. September 2006 in Innsbruck) war ein österreichischer katholischer Theologe und Philosoph.
Wegen seines Denkens, das im 20. Jahrhundert in Auseinandersetzung mit Immanuel Kant und neueren Philosophen Metaphysik begründen will, wird er dem Neuthomismus zugerechnet. Bekannt wurde er vor allem durch seine philosophiegeschichtlichen Werke, die sich mit der Philosophie des 17. bis 20. Jahrhunderts, zumeist um objektive Darstellung bemüht, auseinandersetzen.

## Leben
Geboren wurde er als jüngstes von drei Kindern des Grafen Emmerich von Coreth zu Coredo und Starkenberg (1881–1947) und der Gräfin Magdalena Matz von Spiegelfeld (1888–1973).
Coreth wurde 1937 Jesuit. Er studierte Philosophie und Theologie in Pullach und Innsbruck, wo er 1948 zum Dr. theol. promovierte. An der Gregoriana wurde er 1950 zum Dr. phil. promoviert. Ab 1950 lehrte er an der Katholisch-Theologischen Fakultät der Universität Innsbruck, von 1955 bis zu seiner Emeritierung 1989 als Ordinarius für Christliche Philosophie.
Von 1961 bis 1967 war Coreth Rektor des Jesuitenkollegs in Innsbruck, von 1969 bis 1971 Rektor der Universität. Als solcher hielt er 1972 den Festvortrag beim Congress des Kösener Senioren-Convents-Verbands in Würzburg. Von 1972 bis 1977 war er Provinzial der Österreichischen Ordensprovinz der Jesuiten.
Er war seit 1967 Mitglied der katholischen Studentenverbindung KÖHV Leopoldina Innsbruck im ÖCV.

## Auszeichnungen (Auswahl)
Für sein Wirken, auch über die Universität hinaus, wurden ihm verschiedene Ehrungen zuteil, z. B. das Große Goldene Ehrenzeichen für Verdienste um die Republik Österreich (1970), das Ehrenzeichen des Landes Tirol (1972) und der Kardinal-Innitzer-Preis (1988). 1993 wurde er mit dem Tiroler Landespreis für Wissenschaft ausgezeichnet.

## Schriften
- Das dialektische Sein in Hegels Logik. Wien: Herder 1952
- Grundfragen des menschlichen Daseins. Innsbruck; Wien; München: Tyrolia 1956
- Metaphysik: Eine methodisch-systematische Grundlegung. Innsbruck; Wien; München: Tyrolia 1961
- Grundfragen der Hermeneutik: Ein philosophischer Beitrag. Freiburg i. Br.; Basel; Wien: Herder 1969
- Was ist der Mensch?: Grundzüge einer philosophischen Anthropologie. Innsbruck, Wien, München: Tyrolia 1973, ISBN 3-7022-1098-9
- zus. m. Harald Schöndorf: Philosophie des 17. und. 18. Jahrhunderts. Stuttgart u. a.: Kohlhammer 1983, ISBN 3-17-008030-X
- zus. m. Peter Ehlen und Josef Schmidt: Philosophie des 19. Jahrhunderts. Stuttgart u. a.: Kohlhammer 1984, ISBN 3-17-008031-8
- Vom Sinn der Freiheit. Innsbruck; Wien: Tyrolia 1985, ISBN 3-7022-1560-3
- zus. m. Peter Ehlen, Gerd Haeffner und Friedo Ricken: Philosophie des 20. Jahrhunderts. Stuttgart u. a.: Kohlhammer 1986, ISBN 3-17-008462-3
- (Hg.): Christliche Philosophie im katholischen Denken des 19. und 20. Jahrhunderts. 3 Bde. Graz; Wien; Köln: Styria 1987–1990
- Grundriss der Metaphysik. Innsbruck; Wien: Tyrolia 1994, ISBN 3-7022-1951-X
- Die Theologische Fakultät Innsbruck: ihre Geschichte und wissenschaftliche Arbeit von den Anfängen bis zur Gegenwart.  Innsbruck: Leopold-Franzens-Univ. 1995, ISBN 3-901249-26-5
- Beiträge zur christlichen Philosophie. Hrsg. von Christian Kanzian. (Bibliogr. E. Coreth S. 409–415) Innsbruck; Wien: Tyrolia 1999, ISBN 3-7022-2257-X
- Gott im philosophischen Denken. Stuttgart u. a.: Kohlhammer 2001, ISBN 3-17-016723-5